# All-4-One
Gli All-4-One sono un gruppo musicale R&B/pop statunitense originario di Glendale (California) e attivo dal 1993.

## Storia
Il gruppo ha avuto subito successo grazie al brano I Swear, inserito nell'album discografico di debutto, uscito nel 1994. Si tratta di una cover di John Michael Montgomery, la cui interpretazione da parte degli All-4-One ha permesso al gruppo di raggiungere i vertici delle classifiche di vendita europee, statunitensi e australiane. L'album di debutto, l'eponimo All-4-One, è uscito nell'aprile 1994.
Nel 1995 è uscito il secondo disco And the Music Speaks, che ha avuto un discreto successo negli Stati Uniti. Il terzo album è l'ultimo uscito per la Atlantic Records.

## Formazione
- Jamie Jones
- Delious Kennedy
- Alfred Nevarez
- Tony Borowiak

## Premi e riconoscimenti
Il gruppo ha vinto un Grammy nella categoria miglior interpretazione vocale di gruppo nel 1995 e un American Music Award nello stesso anno.

## Discografia

### Album in studio
- 1994 - All-4-One
- 1995 - And the Music Speaks
- 1999 - On and On
- 2002 - A41
- 2004 - Split Personality
- 2009 - No Regrets
- 2015 - Twenty

### Raccolte
- 2004 - Greatest Hits

### Live
- 2005 - Live at the Hard Rock
- 2013 - S.O.U.L.

### Album natalizi
- 1995 - An All-4-One Christmas